# Johanneskirche (Zürich-Industriequartier)

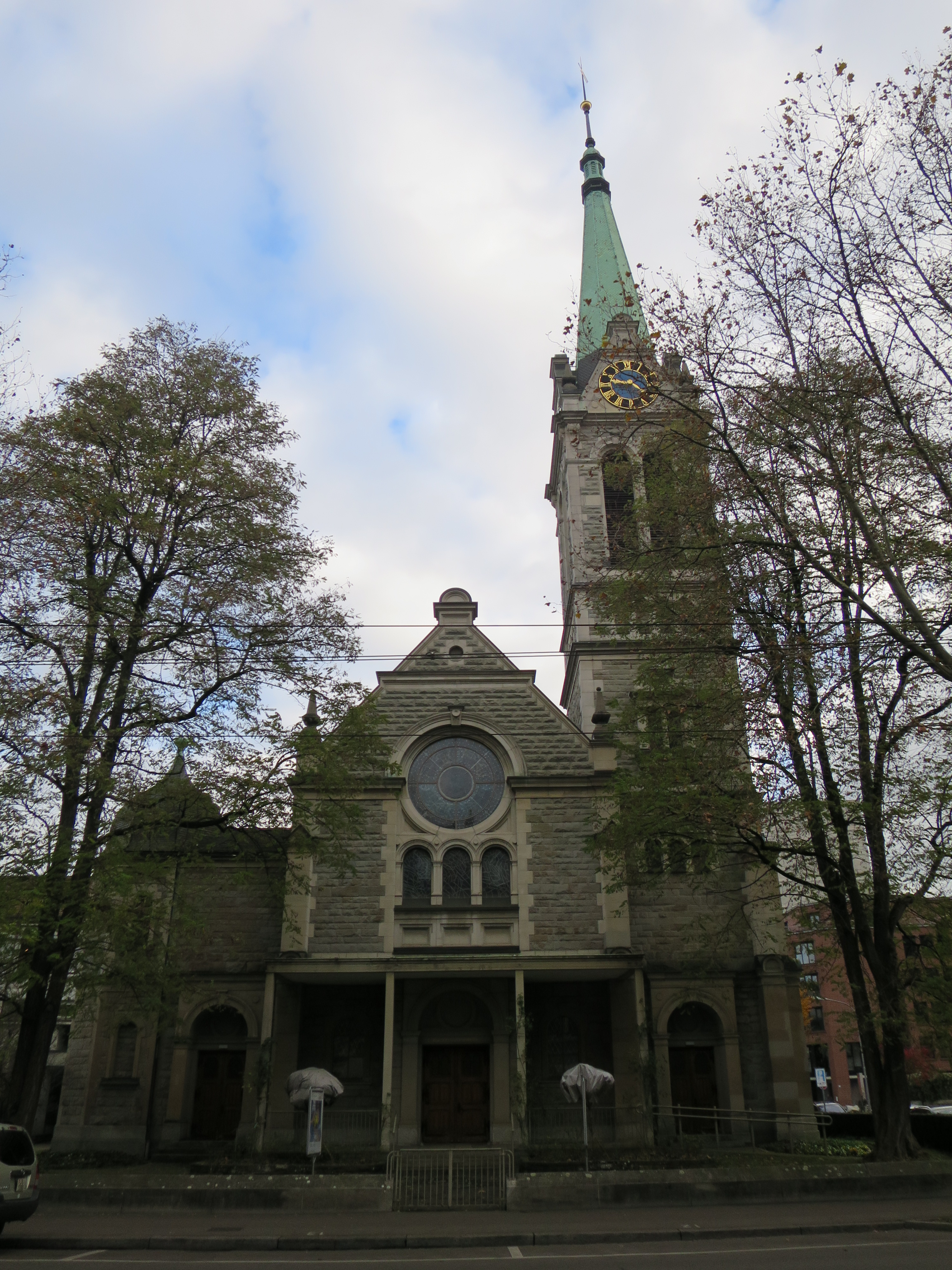
Johanneskirche, Ansicht von Süden

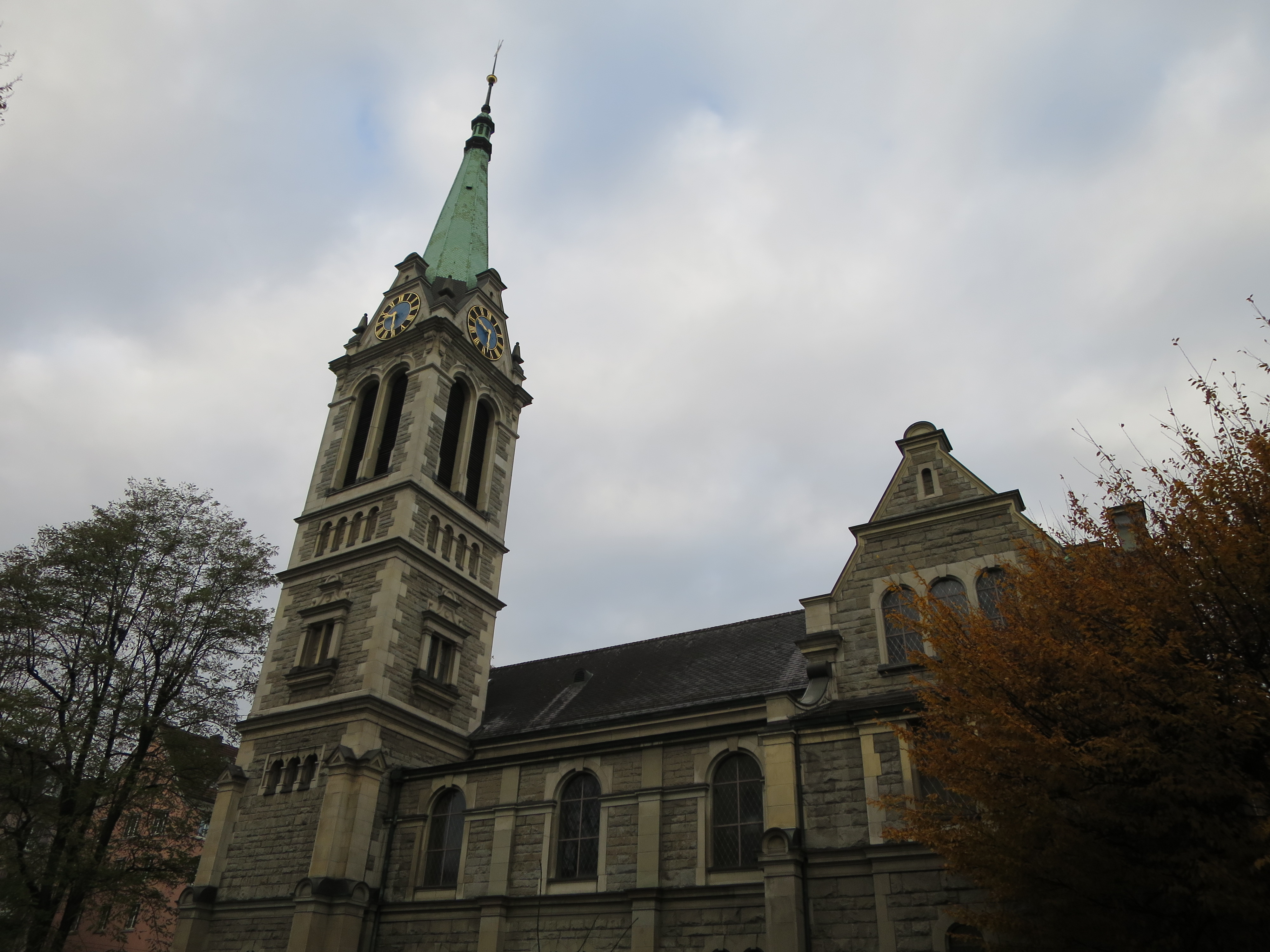
Johanneskirche, Ansicht von Osten

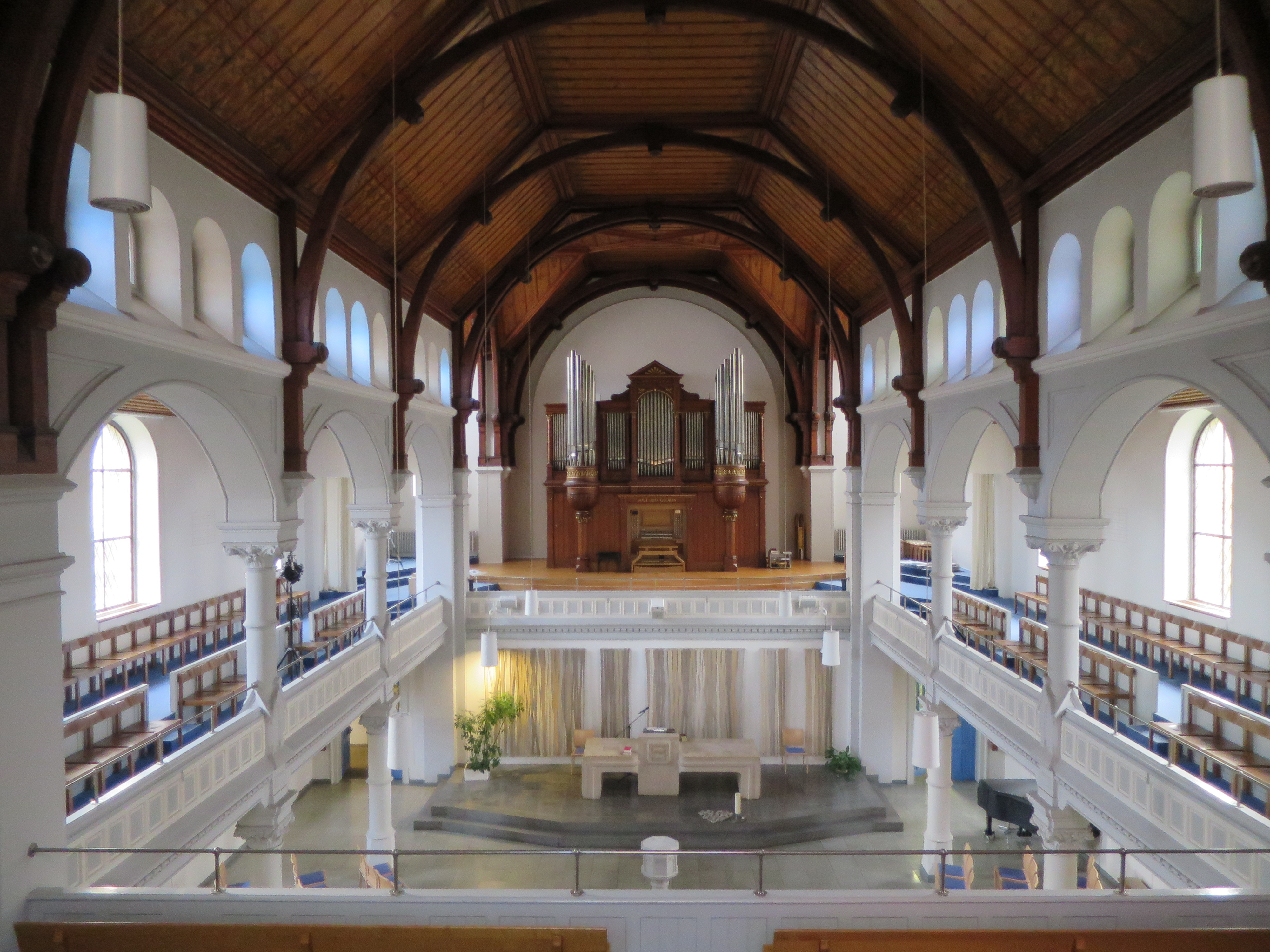
Innenraum

Die Johanneskirche ist ein reformiertes Sakralgebäude im Stadtteil Industriequartier in Zürich.

## Geschichte
Das Quartier entstand ab 1875 und umfasste im östlichen, der Altstadt zugewandten Teil Wohnbauten, im westlichen Teil dagegen Industrieanlagen. Die Johanneskirche wurde 1897 bis 1898 vom Basler Architekten Paul Reber im Stil der deutschen Renaissance errichtet. 1930 wurde das Limmathaus an die Kirche angebaut, 1938 erfolgte unter den Architekten Fierz und Helbling eine Aussenrenovation, wobei die ursprünglichen Aufbauten, Giebel und Dekore teilweise entfernt wurden. Hierbei wurde auch der Haupteingang von der Längsseite an die Limmatstrasse verlegt. 1983 erfolgte unter Architekt Alfred Esposito eine Instandsetzung der Fassaden; hierbei wurden auch einzelne Fenster ausgebaut.

## Beschreibung

### Lage
In unmittelbarer Nähe des Limmatplatzes gelegen, steht die Kirche an der Ecke der Limmat- und der Ackerstrasse. Eine niedrige Mauer und seitlich Hecken umgeben die Kirche. Die symmetrische Bepflanzung vor der Kirche betonen die Hauptfassade der Kirche. Ursprünglich lag der Eingang der Kirche im Südosten.

### Äusseres
Die Kirche ist als dreischiffige Emporen-Basilika mit Querhaus und Treppentürmen zu den Emporen auf allen vier Seiten gestaltet. Drei Treppentürme verfügen über Haubendächer, der vierte rechterhalb der Hauptfassade ist zugleich Uhr- und Glockenturm und überragt daher das Kirchenschiff deutlich. Die Uhrengiebel des Turmes sind wie die Giebel des Schiffs in der Formensprache der niederländischen Renaissance gehalten und mit einem Segmentbogen abgeschlossen. Bekrönt wird der Turm von einem Spitzhelm aus Kupfer. Der Glockenstuhl birgt ein vierstimmiges Geläute, das in der Tonfolge c' e' g' c erklingt und im Jahr 1898 von der Glockengiesserei H. Rüetschi hergestellt wurde. Die Hauptfassade wird dominiert von einem Rosettenfenster, unter dem sich drei Rundbogenfenster befinden. Die Steinhauerarbeiten sind in Granit, Bollinger Sandstein und Kunststein ausgeführt. Das Vordach wurde im 20. Jahrhundert dazugebaut.

### Innenraum
Der Innenraum verfügt über umlaufende Emporen, die auf Säulen mit Kompositkapitellen ruhen. Die zweite Säulenreihe auf Emporenhöhe trägt Segmentbogen-Arkaden, über denen sich eine Reihe von Oberlichtern befinden. Über dem Kirchenschiff erstreckt sich eine bemalte Holzdecke, deren tragende Verstrebungen in Form eines Rundbogens mit Schnitzwerk verziert sind. Die Konsolen nehmen die für die Renaissance typische Muschelform auf. Auf der Nordempore befindet sich die Orgel. Ihrer Empore ist die postmodern ausgestaltete Liturgiezone mit Gabentisch und Taufstein vorgelagert. Der Taufstein stammt aus der Bauzeit und ist mit rundbogenförmigen Kartuschen verziert. Eine Bestuhlung aus jüngerer Zeit ersetzt die ursprüngliche Kirchenbänke und erlaubt eine flexible Nutzung des Kirchenraums.
Die drei Rundbogenfenster über der steilen Südempore stammen aus dem 20. Jahrhundert. Die Rosette oberhalb der Fenster enthält noch die originalen Glasmalereien im spätnazarenischen Stil.

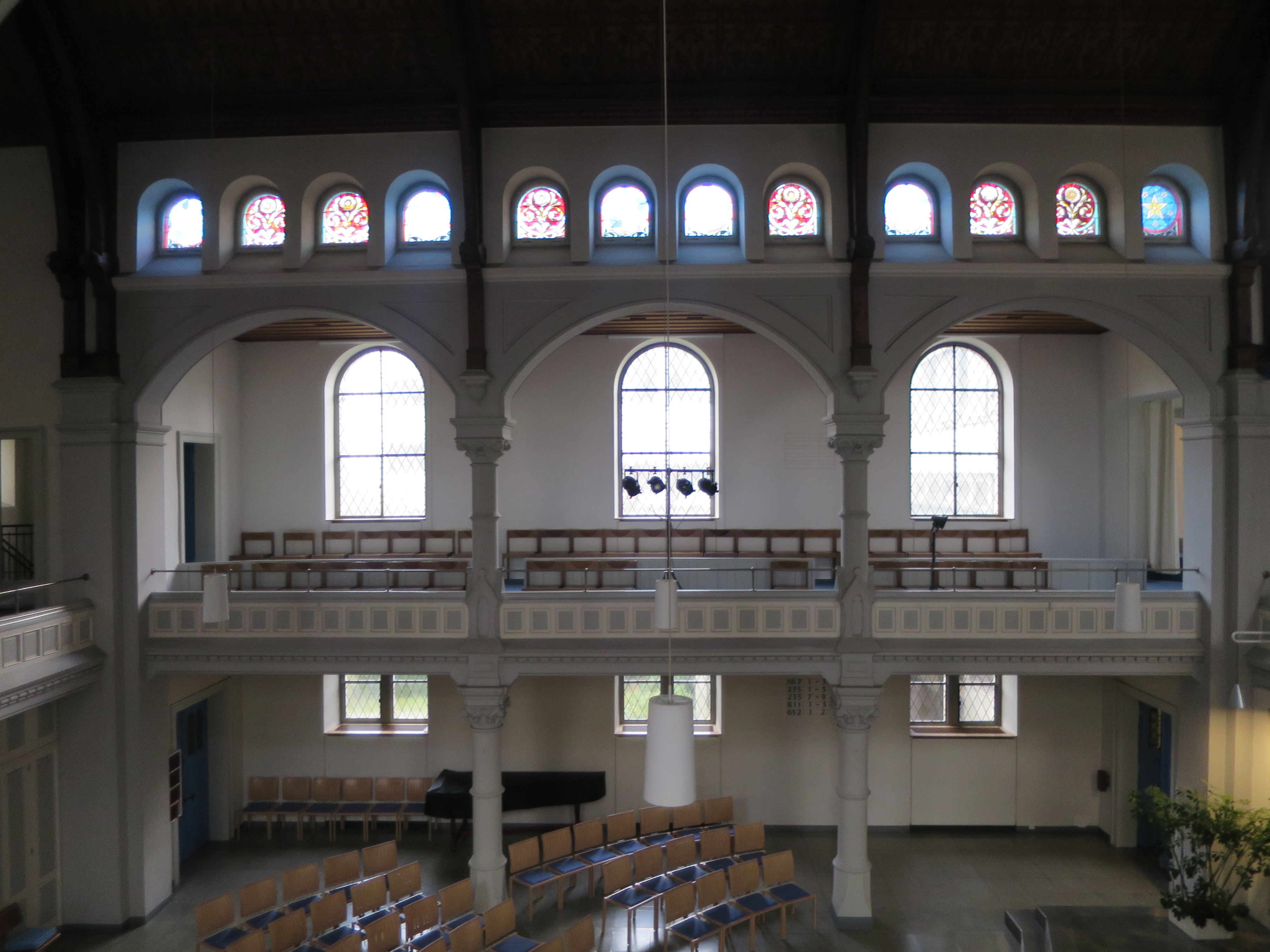
Westliche Seitenempore
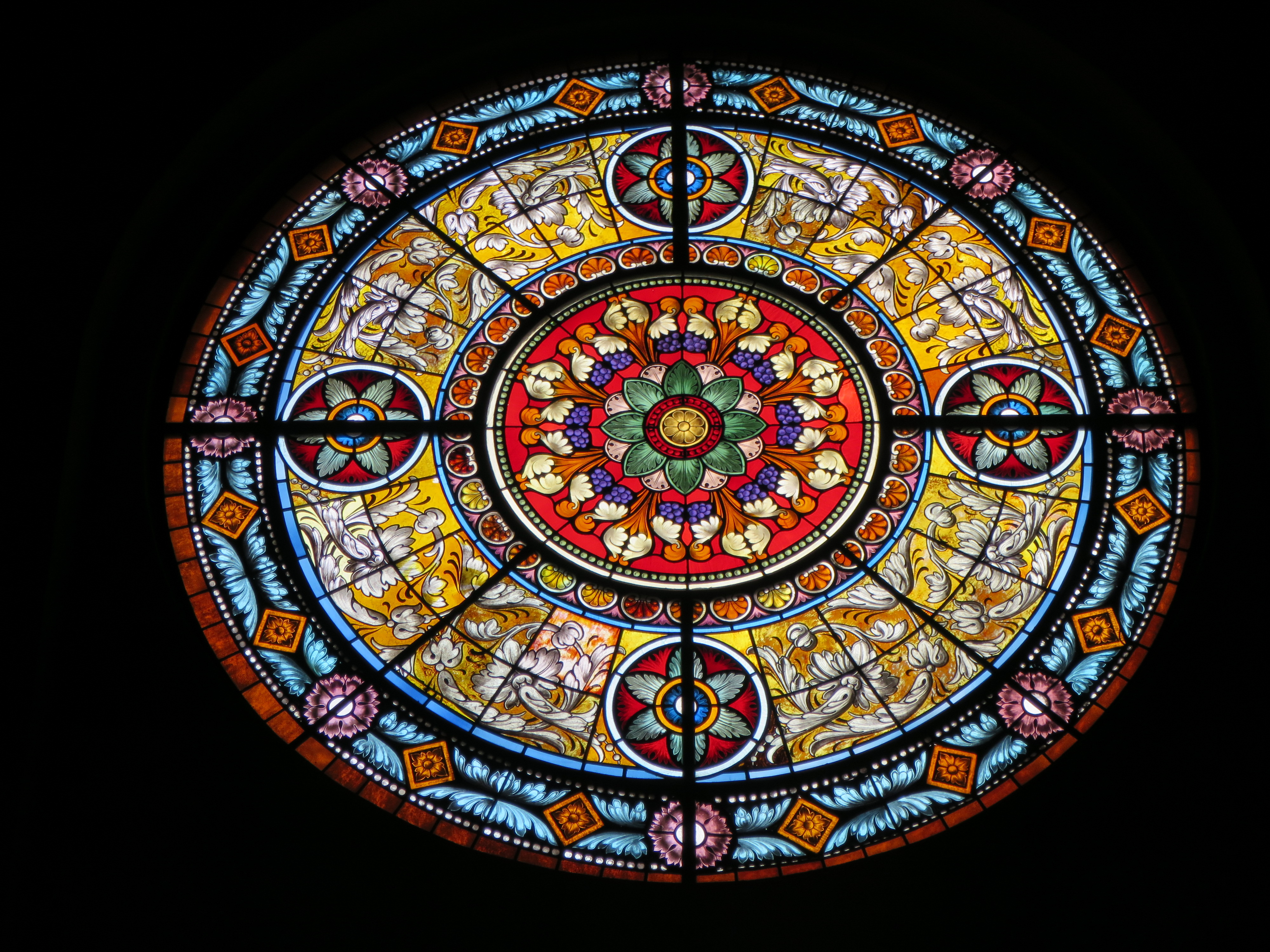
Rosette
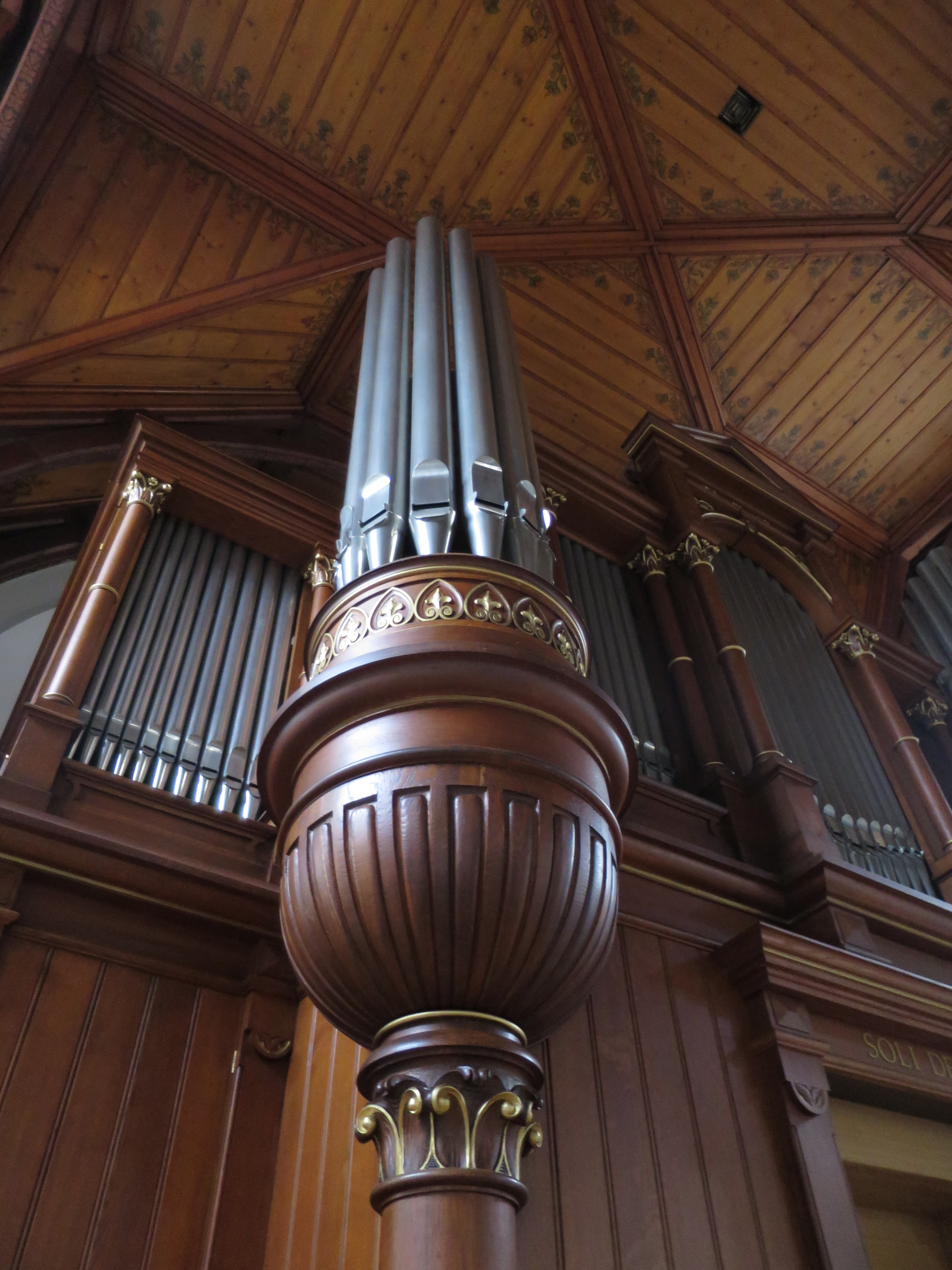
Orgelprospekt (Detail)
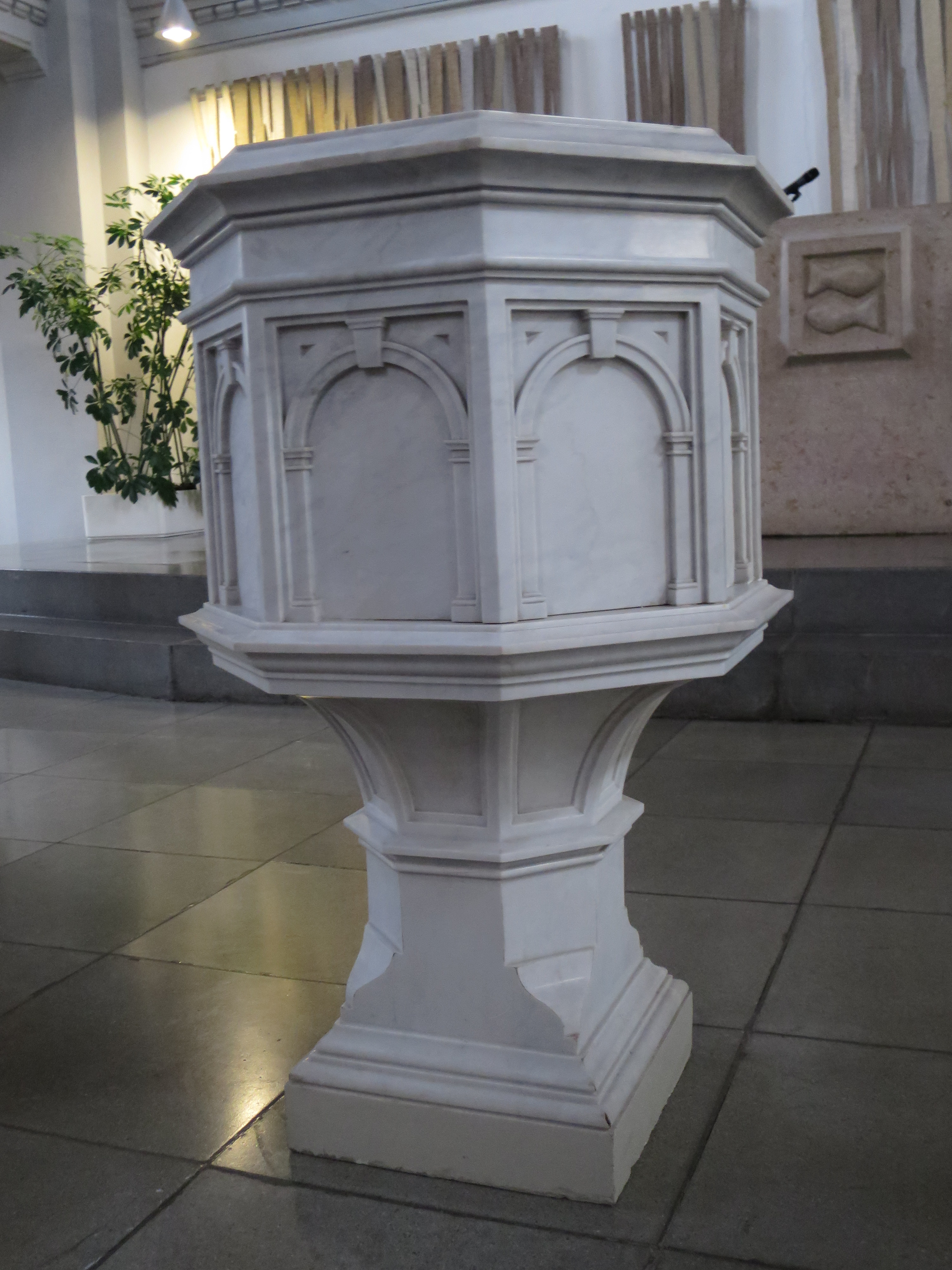
Taufstein

### Kirchgemeindehaus
Direkt an die Kirche angebaut ist das Kirchgemeindehaus, das diverse Büros und Gemeinderäume enthält. An das Kirchgemeindehaus schliesst das denkmalgeschützte Limmathaus aus dem Jahr 1930 an.

## Orgel
1898 wurde die Orgel der Johanneskirche durch Carl Theodor Kuhn, Männedorf erbaut. Ursprünglich handelte es sich um eine pneumatische Membranladenorgel mit 23 Registern auf zwei Manualen und Pedal. 1936 erfolgte der Umbau des Instruments zu einer pneumatischen Taschenladenorgel durch Orgelbau Kuhn, Männedorf. Hierbei wurde die Orgel auf 32 Register auf zwei Manualen und Pedal erweitert. Der Prospekt und das Gehäuse der Orgel blieben dabei weitgehend unverändert erhalten, ebenso die Balgschöpfanlage, die mit einem Schwungrad über ein Getriebe betätigt werden kann. 2011 wurde das Instrument von Orgelbau Füglister (Grimisuat VS) einem fundamentalen Umbau unterzogen und verfügt heute über 3 Manuale und Pedal mit 38 Registern. Ungefähr 20 Register konnten – mit gewissen Modifikationen – aus dem Vorgängerinstrument übernommen werden, ebenso das historische Gehäuse. Heute ist die Orgel mit mechanischer Traktur ausgestattet; die Registrierung ist elektrisch und mit einem elektronischen Setzer gekoppelt. In seiner Aesthetik orientiert sich das Instrument am französischen Barock in den ersten beiden Manualen, ergänzt um ein französisch-romantisches Schwellwerk im 3. Manual, erlaubt aber dank seines Farbenreichtums auch die Wiedergabe von Repertoire aus anderen Kulturkreisen und Epochen. Der Orgelprospekt ist mit der Inschrift SOLI DEO GLORIA (lat. Gott allein die Ehre) versehen.
Disposition Orgel:
| I Grand-orgue C–a3 |       |
| Bourdon            | 16′   |
| Principal          | 8′    |
| Bourdon            | 8′    |
| Octave             | 4′    |
| Flûte              | 4′    |
| Superoctave        | 2′    |
| Fourniture         | 2′    |
| Cymbale            | 1′    |
| Cornet III         | 2 ⁄3′ |
| Trompette          | 8′    |

| II Positif C–a3 |        |
| Bourdon         | 8′     |
| Flûte           | 4′     |
| Nasard          | 2 ⁄3′  |
| Flûte           | 2′     |
| Tierce          | 1 3⁄5′ |
| Larigot         | 1 ⁄3′  |
| Cromorne        | 8′     |

| III Récit C–a3       |        |
| Bourdon              | 16′    |
| Flûte harmonique     | 8′     |
| Salicional           | 8′     |
| Voix Céleste         | 8′     |
| Prestant             | 4′     |
| Flûte traversière    | 4′     |
| Nasard               | 2 ⁄3′  |
| Flageolet            | 2′     |
| Tierce               | 1 3⁄5′ |
| Plein-Jeu            | 1 ⁄3′  |
| Trompette harmonique | 8′     |
| Basson-Hautbois      | 8′     |

| Pédale C–f1 |     |
| Principal   | 16′ |
| Soubasse    | 16′ |
| Principal   | 8′  |
| Flûte       | 8′  |
| Octave      | 4′  |
| Flûte       | 4′  |
| Bombarde    | 16′ |
| Trompette   | 8′  |
| Trompette   | 4′  |

- Koppeln:
  - Normalkoppeln: II/I, III/I, III/II, I/P, II/P, III/P
  - Superoktavkoppeln: III/P
- Spielhilfen: elektronischer Setzer